# Papež Štefan VIII.
Štefan VIII. (latinsko Stephanus Octavus), včasih imenovan tudi Štefan IX., je bil italijanski rimskokatoliški kardinal in papež; * 9. stoletje Rim (Papeška država, Frankovsko cesarstvo, † oktober 942 Rim (Papeška država, Sveto rimsko cesarstvo, danes: Italija) 

Papež je bil od 14. julija 939 do svoje smrti oktobra 942. 

## Življenjepis
Pred izvolitvijo za papeža je bil kardinal-duhovnik pri Santi Silvestro e Martino ai Monti. Po poznejših navedbah naj bi bil nemškega rodu, izvoljen pa po volji svetorimskega cesarja Otona I., takratnega nemškega kralja. Bolj verjetno pa je, da je bil izvoljen in deloval pod vlivom takratnega nespornega rimskega vladarja Alberika

## Papež
Izvoljen je bil 14. julija 939, posvečen pa 19. julija, po nekaterih virih že kar naslednji dna, torej 15. julija 939. Njegov triletni pontifikat, od julija 939 do oktobra 942, je potekal povsem v Alberikovi senci. V Rimu in po srednji Italiji se je nadaljevala prenova samostanov, ki jo je začel opat Odo in sta jo podprla tudi papež in knez Alberik. 

Bil je mož molitve in neoporečnega zasebnega življenja. 

Štefan je podelil nekatere nadarbine samostanu San Salvatore v Tolli pri Piacenzi na zahtevo opata Ariberta oktobra 939, kakor tudi opatiji v Loreni. 

Podelil je predpravice samostanu sv. Mavricija v Magdeburgu, ki ga je utemeljil 937 Oton I. 

Posredoval je tudi v sporu med opatom Odonom v Déolsu ter bourgeškim nadškofom Gerungom  glede nekega posestva. 

### Uspešno mirovno posredovanje
Papež Štefan je posredoval glede nasledstva v Franciji. Sin Karla Preprostega  je bil Ludvik Prekomorski , in je zavladal kot zahodnofrancoski kralj (935-954). Kmalu po svoji izvolitvi 936 se je moral soočiti z uporom; mladi kralj se je zatekel k papežu, ki je upornikom pod kaznijo izobčenja ukazal pokorščino zakonitemu kralju. 

Varovanec vojvoda Alberika Štefan sicer ni mogel niti malo prispevati k vladanju v Papeški državi; to pa še ne pomeni, da  ni mogel vplivati na razmere drugod, zlasti v Franciji. Zanimivo je pripomniti, da so tudi v času, ko je bila papeška posvetna moč izničena, papeži vseeno pomembno vplivali na dosego miru tako v Rimu kot drugod. 

Zgodilo pa se je takole: Ludvika, mladega sina Karla Preprostega, so poklicali vodilni knezi nazaj v Francijo iz Anglije. Ta vredni potomec Karlomana je pa poskušal stvarno vladati. Ko so plemiči to videli, so se posvetovali, skovali zaroto in se mu uprli ter ga spravili v nezavidljiv položaj. Sedaj je posredoval papež Štefan. Poslal je odposlanca Damaza (Damasus) na mirovno pot. Posledica je bila, da so francoski škofje zbrali na zborovanje in poskušali prepričati francoskega vojvoda Huga, naj se vendarle miroljubno podvrže svojemu kralju. On se pa ni uklonil, ampak je še naprej oviral zakonitega kralja pri njegovem delovanju. Tedaj je Štefan uporabil dva ukrepa: enega spravnega, drugega grozečega:
1. Obljubil je palij Hugovemu nečaku, reimškemu nadškofu-otroku.
2. Zažugal pa je tudi plemstvu z izobčenjem, če se do Božiča 942 ne bodo podvrgli svojemu zakonitemu vladarju. To je obrodilo uspeh: fevdalna gospoda je popustila in omogočila vladanje kralju Ludviku. [11] [10]

### Dela
- »Documenta Catholica Omnia« (v latinščini). Pridobljeno 6. decembra 2011.

## Smrt in spomin
Štefanovo življenje se je končalo nesrečno; v preteklih mesecih je večkrat javno oporekal Alberikovemu samodrštvu; rimska gospoda in tudi papež so zahtevali nekdanje svoboščine; zato so ga – verjetno po Alberikovem nagovoru – nekateri rimski plemiči iz zasede napadli, ter je po nekaj dneh podlegel poškodbam. Štefan VII. je umrl konec oktobra 942 v Rimu.

Pokopali so ga v stari Baziliki sv. Petra v Rimu. (Papeška država, Sveto rimsko cesarstvo; danes: Italija). 

## Ocena
- To obdobje smemo imenovati mračno predvsem zaradi popolnega pomanjkanja neodvisnih zgodovinskih virov. Ozračje negotovosti glede tega obdobja poudarja in vključno potrjuje kriza, ki so jo preživljale takratne politične in cerkvene rimske ustanove: poročil, ki jih vsebujejo takratni seznami, praktično ni; žal istočasno obstaja zgodovinopisna praznina, ki je vsepovsod značilna za prvi dve desetletji X. stoletja. [12]
- Za papeže je bilo 10. stoletje zares temačno in ga po pravici imenujemo Mračno stoletje. Brez cesarske zaščite so bili na milost in nemilost prepuščeni muham rimskega plemstva, ki si je nadzor nad Cerkvijo pridobivalo tako, da je na njene položaje nastavljalo svoje sorodnike ali politične somišljenike, ne glede na to, ali so bili tega vredni; v svojem stremuštvu so nastavljali in odstavljali papeže, večkrat pa jim tudi stregli po življenju - kot tudi Štefanu VIII. Kronika, ki jo je napisal nemški škof Liutprand,[13] slika posvetnost na papeževem dvoru; vendar jo je treba brati s pridržkom, saj je bil pisec zelo protirimsko razpoložen - kar tudi sam izrecno poudarja - in je zato dvomno, da je pisal nepristransko. [14] Mračno pa imenujejo to stoletje tudi zato, ker je bilo polno spletk in umorov, ki so dosegali tudi papeški dvor; obenem pa je bilo to tudi obdobje roparskih vpadov divjih poganskih Normanov, Vikingov in Madžarov, ter muslimanskih Saracenov in Turkov.
- Za to obdobje manjkajo neodvisni in nepristranski zgodovinski viri. Večino poročil o škandalih, nasilju in razvratu v Rimu je napisal torej že omenjeni Liutprand Kremonski. Svojemu delu je dal pomenljiv naslov Maščevanje (Antapodosis). Ta naslov daje slutiti, da je v svojem pripovedovnju brez dvoma pretiraval in da je pač nalašč izbiral samo pohujšljive zgodbe, da bi se na ta način maščeval nekaterim ljudem. Pretresljivo pa je na primer Liutprandovo mnenje, da je bila za Langobarde, Sase in Franke najhujša zmerljivka in žalitev, če si komu rekel, da je Rimljan. V tej besedi je po njegovem mnenju izraženo vse, kar ja na tem svetu slabega, zlobnega in gnilega - kar je seveda do Rimljanov krivično. Kljub Liutprandovim pretiravanjem pa je ostalo v takratni družbi še vedno dovolj slabega, kar je najedalo tudi Cerkev tako od zunaj kot od znotraj. Tako si lahko mislimo, da je kljub pretiravanjem to bil v resnici strašen čas. [15]